# Fashionsnap.com
Fashionsnap.com（ファッションスナップ・ドットコム）は、株式会社レコオーランドの運営によるウェブサイト。スナップ写真を中心としたファッション関連情報を主なコンテンツとしている。

## 概要
ともに1980年代生まれの光山玲央奈と座間康平が大学在学中の2005年に創業。運営主体にあたる株式会社レコオーランドの代表者を光山が、役員を座間が務めている。
7人の記者で1日平均20本のニュースを配信。各種大手ポータルサイトへのコンテンツ提供を行っている。2015年時点での配信先は、mixiニュース、エキサイトニュース、ライブドアニュース、Googleニュース、BIGLOBEニュース、アパレルウェブ、マピオンニュース、EZニュースEX、Yahoo!ニュースおよびAntennaとなっている。
アレクサ・インターネットの計測に基づく統計情報によれば、2014年7月時点で、世界16,180位、日本国内817位のトラフィック（アクセス規模）。2013年時点で月間平均210万の訪問者数と1100万のページビューを有し、ファッション情報に特化したオンラインメディアとしては最大級の規模となっている。
Twitterなど各種ソーシャル・ネットワーキング・サービス (SNS) への配信も行っている。2013年の調査ではTwitterのフォロワー数は237,755であり、これは日本国内のファッション関連のアカウント中で最大数にあたる。